# AG Fronzoni
AG Fronzoni, pseudonimo di Angiolo Giuseppe Fronzoni (Pistoia, 5 marzo 1923 – Milano, 8 febbraio 2002), è stato un designer e educatore italiano.

## Biografia
ma dove manca, in provincia, in periferia, ai più poveri, dove ci sono meno informazioni.

La cultura di un paese si misura dalla cultura dall'ultimo uomo di quel paese, è la media che conta.

Compito e dovere di ogni persona è di fare pubblicità alla cultura.»
(AG Fronzoni )
AG Fronzoni nacque a Pistoia nel 1923. Grafico innanzitutto, ma anche designer e architetto. Ha realizzato tutta la sua opera e la sua stessa esistenza all'insegna della sobrietà formale e della geometria quale fonte primaria di ispirazione, differenziando e superando l'imitazione della natura. Intransigente e senza compromessi, la sua decisa ed originale ricerca ha spaziato in tutti i settori articolando una filosofia "minimalista" basata sulla sintesi e sulla sottrazione che trova nella frase di Mies van der Rohe  "Less is more" il punto di partenza del suo pensiero profondamente razionalista. Per Fronzoni il superfluo, l'eccedente, il ridondante è definito "spreco" inteso in senso estetico, morale ed etico.
Inizia l'attività a Milano nel 1949. È insegnante all'Umanitaria di Milano, all'Istituto di Comunicazione Visiva di Milano, Istituto Statale d'Arte (ISA) di Monza e in altre scuole, fino a creare nel 1982 una propria "Bottega" in Corso Magenta che accoglie studenti da tutto il mondo.

## La "Bottega"
Con la "Bottega" sviluppa un nuovo tipo di insegnamento, lontano da modelli di scuole professionali, ma immensamente ricco rispetto agli scambi e le relazioni che instaura con gli studenti. Per Fronzoni il progetto prende vita dalla realtà: ogni evento è soggetto ad analisi progettuale e la pratica della provocazione è sempre la spinta al confronto, alla riflessione ed alla formazione del senso critico. L'insegnamento, come tutte le altre forme di comunicazione sociale, è per Fronzoni essenziale.

## Il pensiero
Fronzoni crede nella capacità di trasformare il mondo attraverso il progetto ed il progetto attraverso la cultura. Persona gentile e discreta, non esita a combattere con grande energia per il senso della forma, attribuendole responsabilità salvifiche, anche solo se si tratta di difendere un carattere tipografico minuscolo. 
La scarsa influenza storica in Italia della corrente della Bauhaus gli fa mantenere un atteggiamento di critica intransigente e permanente per ciò che è convenzionale, formale e conformista, che si riflette nel suo particolare modo di vivere la trasgressione, una trasgressione assolutamente "disciplinata piuttosto che disobbediente".

## Il bianco ed il nero
La filosofia illuminista ed antropocentrica di Fronzoni lo porta a considerare il bianco ed il nero come i colori rappresentativi del progetto dell'uomo, specchio della sua razionalità e cultura, mentre il colore appartiene al mondo naturale ed è quindi estraneo, ma non alternativo all'opera dell'uomo. Coerentemente i suoi progetti grafici e di design rispecchiano questa filosofia: il rigore del contrasto del bianco e del nero, il rapporto di tensione dinamica tra pieno e vuoto ne esprimono l'aniconica purezza concettuale. Il manifesto è lo spazio della libertà di pensiero, senza limiti né regole, l'obiettivo è chiamare l'intelletto dell'osservatore allo sforzo costruttivo dell'interpretazione. I caratteri tipografici sono per Fronzoni la "grammatica" della progettazione grafica: piccolissimi se bisogna sottolineare lo spazio della lettura, se rappresentano il pensiero sono invece grandi, tagliati, segnati, manipolati. La gabbia grafica è apparentemente libera anche se nell'anarchia dell'impaginazione - i blocchi di testo sono un ulteriore strumento per comunicare - si percepisce la ricerca intellettuale ed il rigore. Nei suoi progetti ricerca ogni elemento che stimoli l'osservatore a non essere passivo: avvicinarsi, girare i fogli, unire le pagine, ad "agire" con il proprio senso critico e l'immaginazione. È importante progredire con la trasgressione:

## I progetti
Fronzoni prosegue la sua attività grafica curando l'impaginazione di varie riviste tra cui "Casabella", mentre nel settore del design industriale sono significativi i progetti delle valigie "Forma Zero" per Valextra, la lampada "Quadra" per Viabizzuno, i set di mobili "Serie '64" per Cappellini. Dopo aver realizzato l'allestimento del museo di cultura Walser ad Alagna Valsesia (premio Zanotti Bianco), a Genova cura il restauro di Palazzo Balbi Senarega, sede dell'istituto di storia dell'arte dell'Università di Genova e quello dell'Orangerie di Palazzo Bianco, sede della galleria d'arte moderna. Sempre a Genova, dirige la ristrutturazione della galleria d'arte "la Polena", per cui curerà anche la grafica dei cataloghi, e la progettazione dell'immagine culturale "Arte e città". A Pavia è chiamato da Marco Fraccaro a restaurare le scuderie del Collegio Cairoli, oggi spazio espositivo dell'Università. Ha disegnato l'immagine coordinata di varie aziende ed suoi lavori sono riconosciuti ed esposti nei più importanti musei, come il MoMA di New York. La sua inconfondibile impronta minimalista resta perfettamente attuale. Molte opere sono parte di collezioni permanenti: nella Bibliothèque Nationale e Musée des arts décoratifs a Parigi, nel Museum für Gestaltung a Zurigo, nel Musée Cantonal des beaux-arts di Losanna, nel Deutsche Nationalbibliothek di Lipsia, Deutsches Plakat Museum di Essen, nel Museo Nazionale di Varsavia, nella Morovska Galerie di Brno, nello Stedelijk Museum di Amsterdam, nel Royal Ontario Museum di Toronto.